# Arnaud Labbe
Arnaud Labbe (Creil, 3 november 1976) is een Frans voormalig wielrenner en veldrijder.

## Carrière
Arnaud Labbe werd beroepswielrenner in 2006 bij Bouygues Télécom. Dat jaar reed hij de Ronde van Italië uit: hij werd 116e. In 2008 reed hij de Ronde van Vlaanderen niet uit, hij moest vroegtijdig afstappen door een valpartij waar hij een handbreuk aan over hield. Er werd gezegd dat hij tiende werd, wat dus een misverstand was. 

## Belangrijkste overwinningen
2003
- Prix des Flandres Françaises

2004
- Cyclocross Igorre

2005
- 2e etappe Tour de la Manche

## Resultaten in voornaamste wedstrijden
| Jaar | Ronde van Italië | Ronde van Frankrijk | Ronde van Spanje |
| ---- | ---------------- | ------------------- | ---------------- |
| 2006 | 116e             |                     |                  |
| 2007 | buiten tijd      |                     |                  |
| 2008 |                  |                     | 108e             |
| 2009 |                  |                     |                  |
| 2010 |                  |                     | 152e             |
| 2011 |                  |                     |                  |

| Jaar | Milaan-San Remo | Gent-Wevelgem | Ronde van Vlaanderen | Parijs-Roubaix |
| ---- | --------------- | ------------- | -------------------- | -------------- |
| 2006 |                 |               |                      | 29e            |
| 2007 |                 | 28e           | 88e                  |                |
| 2008 | 30e             |               | 10e                  |                |
| 2009 | 77e             |               | 58e                  | 87e            |
| 2010 |                 |               |                      |                |
| 2011 |                 | 41e           | 88e                  |                |